# وارلاک ۳: پایان بی‌گناهی
وارلاک ۳: پایان بی‌گناهی (به انگلیسی: Warlock III: The End of Innocence) یک فیلم ویدئویی ترسناک آمریکایی محصول سال ۱۹۹۹ به کارگردانی اریک فریزر است. این سومین و آخرین فیلم از این مجموعه است که با وارلاک (فیلم ۱۹۸۹) شروع شد. در دو فیلم اول جولیان سندز در نقش وارلاک بازی می‌کند، اما در این قسمت با بازی بروس پین در نقش اصلی قرار دارد.